# Diebstahl (England und Wales)
Das Recht von England und Wales bezeichnet Diebstahl (englisch theft) als eine Straftat gegen das Eigentum s. 1 Theft Act 1968 (Abk. TA). Durch dieses Gesetz wurde die Common-Law-Straftat larceny abgeschafft. Actus reus des Diebstahls ist die appropriation of property belonging to another, mens rea die dishonesty sowie an intention to permanently deprive. Die maximale Strafe beträgt sieben Jahre Haft.

## Propertyundbelonging to another
Was unter property zu verstehen ist, wird in s. 4TA 1968 näher definiert: Money and all other property, real or personal, including things in action and other intangible property. Grundeigentum kann nach s. 4 (2) TA grundsätzlich nicht gestohlen werden, es sei denn, ein trustee verkauft ein Grundstück. Wilde Pilze, Früchte und Blumen können ebenfalls nach s. 4 (3) TA nicht gestohlen werden, es sei denn zum kommerziellen Verkauf. Mit thing in action werden Dinge verstanden, die nicht physisch greifbar sind, sondern nur durch Klage (by action) geltend gemacht werden können, wie z. B. Bankkonten. Zu den intangible properties zählen Patente und Urheberrechte (copyrights).
Die Sache „gehört“ nach s. 5 TA einem anderen, wenn dieser possession or control ausübt oder ein sonstiges proprietary right or interest ausübt. Bei einem trust „gehört“ die Sache allen Beteiligten. Nach englischem Recht ist es sogar möglich, sich selbst zu bestehlen: In der Entscheidung Turner (No. 2) (1971) nahm der defendant ein Auto, das in einer Werkstatt zur Reparatur stand, mit, ohne zu bezahlen. Der Court of Appeal bestätigte, dass hier von Diebstahl im Sinne des TA auszugehen war.

## Actus reus
Der actus reus besteht in der Aneignung (appropriation), was nach s. 3 TA dann vorliegt, wenn der Dieb sich das Recht des Eigentums anmaßt (assumption of the right of an owner).

## Mens rea
Dishonesty wird nach s. 2 TA ausgeschlossen, wenn der vermeintliche Dieb davon ausgeht, dass er oder ein Dritter ein Recht an der Sache habe, dass der Eigentümer einwilligt (consent) oder der Eigentümer nicht ermittelt werden kann. Die intention to permanently deprive wird in s. 6 TA legaldefiniert.